# Åmotfors
Åmotfors est une localité située dans les communes d'Arvika et d'Eda dans le comté de Värmland en Suède.
Sa population était de 1 410 habitants en 2010.